# Рипаљка
Рипаљка је водопад на реци Градашници. Налази се на планини Озрен, 5 km од Сокобање. Први је споменик природе у Југославији заштићен законом из 1948. године. Према наводима Јована Цвијића, ово је био највиши водопад Србије у тадашње време.
Рипаљка спада у групу акумулативних водопада. Налази се на надморској висини од 420 метара, а он сам висок је 17,5 метара. Током лета и јесени река Градашница пресушује, тако да и водопад нестаје. Рипаљка је добила назив према речи рипнути, која се у овом делу Србије користи за појам „скочити”.
Водопад Рипаљка један је од најлепших водопада у Србији. Налази се на само само пар десетина метара испод самог улаза у круг Специјалне болнице на Озрену, на 5 km од Сокобање. Настао је на речици Градашници, која се испод Сокобање улива у реку Моравицу.
Састоји се из 11 одсека чија је укупна висина око 40 метара, а највећи од њих висок је 11 метара и познат као Велика Рипаљка. Испод њега је један мањи водопад висине 5 метара, а остали су мањи, од 0,5 до 2 метра. Око њих се налази бујна вегетација, па се готово и не виде. Посетиоци који први пут долазе мешају га са мањим слапом који се налази на горњем крају језера-рибњака, у кругу Болнице.
Рипаљка је једна од незаобилазних атракција овог краја и међу омиљеним код посетиоца Сокобање. Ако желите да имате слику са овог места, најбоље је да га посетите почетком пролећа. Услед топљења снега и киша, велика количина воде која пада са висине од 11 метара представља импозантан призор.
Заштићено природно добро угрожено због водоснабдевања. Иако један од најлепших водопада Србије, често му се због водоснабдевања Сокобање и Озрена одузима биолошки минимум, па се дешава да током лета пресуши. Ово је посебно чудно када се има у виду да Рипаљка спада међу прва заштићена природна добра у Србији.
Прво подручје које је заштићено на територији данашње Србије била је Обедска бара, стављена под заштиту још 1874. године. Прва заштићена природна добра у Србији били су шумски резервати Оштрозуб, Мустафа и Фељешана у околини Мајданпека и водопад „Велика и мала Рипаљка” у околини Сокобање, заштићен 1949. године. Према наводима Јована Цвијића (1865—1927), ово је био највиши водопад Србије у тадашње време.
Интересантно је да је водопад држава узела под заштиту након што је Болница на Озрену израдила елаборат о изградњи хидроцентрале на овом месту. Ова централа требало је да снабдева струјом санаторијум и Сокобању, а изградња је почела 1947. године. Након што је 1949. године почела испорука струје, Завод за заштиту и научно проучавање природних реткости у НР Србији донео је решење о заштити мале и велике Рипаљке. Како би се „сачувала научна, естетска и природна реткост у овим крајевима” наложено је и да се до 1. маја 1950. године хидроцентрала поруши и уклони.

## Галерија
- Мала Рипаљка